# SciPlore MindMapping
SciPlore MindMapping ist ein Computerprogramm, das sich in erster Linie an Wissenschaftler und Studenten richtet. Mittels Mind-Maps können die Anwender ihre Ideen, beispielsweise für wissenschaftliche Arbeiten, strukturieren. Zudem importiert SciPlore MindMapping Bookmarks aus PDF-Dateien und überwacht Verzeichnisse auf der Festplatte nach neuen Dateien und ist somit geeignet große Dokumentensammlungen zu verwalten. Eine Integration mit Referenzmanagern wie JabRef ermöglicht zudem das Verwalten von Referenzen. Anwender können ihre Mind Maps außerdem automatisch auf den Server von SciPlore sichern. Ein Herunterladen ist derzeit (Stand: November 2010) jedoch noch nicht möglich, da sich das Webinterface immer noch in der Entwicklung befindet.
Die Software ist ein Fork der Mind Mapping Software FreeMind und bietet dementsprechend alle Features von FreeMind. Das Dateiformat ist ebenfalls kompatibel, sodass Mind Maps der einen Software auch in der anderen Software geöffnet werden können.
Die Entwicklung wurde zugunsten des Nachfolgeprojektes Docear eingestellt, während FreeMind und der Fork FreePlane weiter entwickelt werden.